# Особняк Харічкова
Особняк Харічкова — історичний будинок за адресою Чеховський провулок (Київ), 10/23.

## Опис
Триповерховий будинок купця Якова Харічкова збудований у 1902 році. У 1900 році Харічков купив ділянку між Бульварно-Кудрявською та Гончара, а в 1901 заклав через садибу провулок, який зараз називається Чеховський. Згодом купець розділив садибу на окремі ділянки землі вздовж провулку і продав. У 1917 році власницею будинка 10/23 стала Людвига Забавська.
Прямокутний, витягнутий у глибину, із входами на бічних фасадах у дворі. Цоколь високий, нежитловий, врізаний у схил. Стіна рустована і декорована фальшвікнами.
Стіни декоровано лопатками з ліпними гірляндами, напівколонами коринфського ордера і щипцем, в тимпані щипця — герб і дата будівництва.
Згодом будинок був перепланований, втрачена оригінальна столярка в дверях та вікнах.
2001 року його включили до списку тих, що підлягають реставрації чи реконструкції за участі інвестора. У 2004 році будинок потрапив у оренду українсько-російському науково-виробничому підприємству «Параллакс». Реставрація не розпочата станом на 2021 р, на даху особняка з гербом росте дерево.

## Галерея

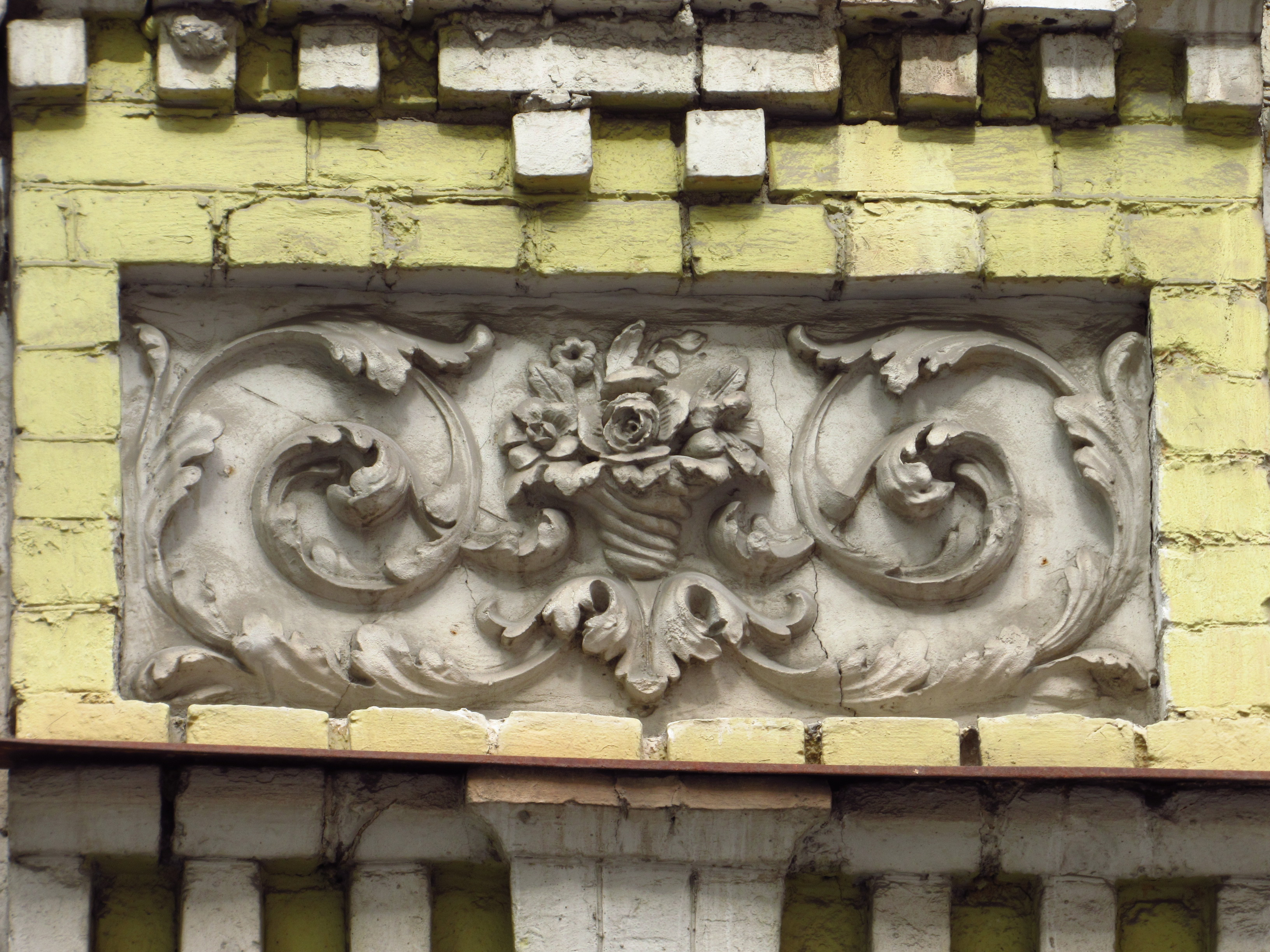
фрагмент
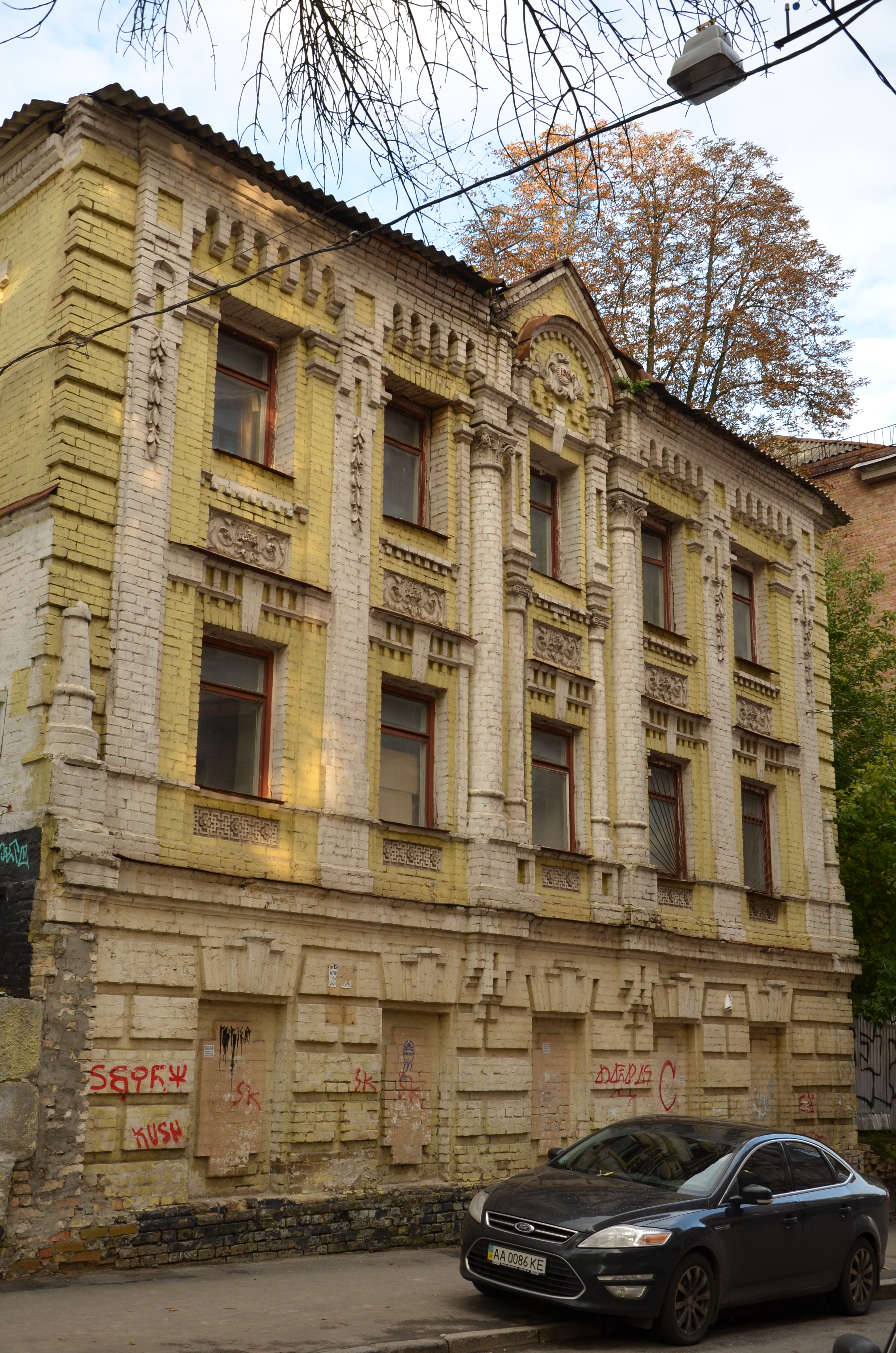